# Discografia di T-Pain
Le tabelle seguenti illustrano dettagliate informazioni riguardo agli album e ai singoli di T-Pain.

## Album
| Titolo               | Dettagli dell'album                                                                                               | Posizione più alta in classifica Billboard 200 | Vendite     | Certificazioni                 |
| -------------------- | --- | ---------------------------------------------- | ----------- | ------------------------------ |
| Rappa Ternt Sanga    | - Pubblicato: 6 dicembre, 2005 - Etichetta: Konvict, Jive, Zomba - Formati: CD, LP, download digitale             | 33                                             |             | - RIAA: Oro                    |
| Epiphany             | - Pubblicato: 5 giugno, 2007 - Etichetta: Nappy Boy, Konvict, Jive, Zomba - Formati: CD, LP, download digitale    | 1                                              | US: 830,000 | - RIAA: 2× Platino - RMNZ: Oro |
| Three Ringz          | - Pubblicato: 11 novembre, 2008 - Etichetta: Nappy Boy, Konvict, Jive, Zomba - Formati: CD, LP, download digitale | 4                                              | US: 700,000 | - RIAA: Gold                   |
| Revolver             | - Pubblicato: 6 dicembre, 2011 - Etichetta: Nappy Boy, Konvict, RCA - Formati: CD, LP, download digitale          | 28                                             | US: 110,000 |                                |
| Oblivion             | - Pubblicato: 17 novembre, 2017 - Etichetta: Nappy Boy, Konvict, RCA - Formati: CD, download digitale             | 155                                            |             |                                |
| 1UP                  | - Pubblicato: 27 febbraio, 2019 - Etichetta: Nappy Boy, Cinematic - Formati: CD, LP, download digitale            | 115                                            |             |                                |
| On Top of the Covers | - Pubblicato: 17 marzo, 2023 - Etichetta: Nappy Boy Entertainment - Format: CD, LP, download digitale             |                                                |             |                                |

## Raccolte
| Titolo                                        | Dettagli                                                                                                 | Posizione più alta in classifica Billboard 200 | Certificazioni |
| --------------------------------------------- | --- | ---------------------------------------------- | -------------- |
| T-Pain Presents Happy Hour: The Greatest Hits | - Pubblicato: 4 novembre, 2014 - Etichetta: Nappy Boy, Konvict, RCA - Formati: CD, LP, download digitale | 181                                            | - BPI: Argento |
| The Lost Remixes                              | - Pubblicato: 4 dicembre, 2020 - Etichetta: Nappy Boy, Konvict, RCA - Formati: download digitale         | -                                              |                |

## Colonne sonore
| Titolo                           | Dettagli                                                                             | Posizione più alta in classifica Billboard 200 |
| -------------------------------- | ------------------------------------------------------------------------------------ | ---------------------------------------------- |
| Freaknik: The Musical soundtrack | - Pubblicato: 19 aprile, 2010 - Etichetta: Jive - Formati: CD, LP, download digitale | 146                                            |

## Album strumentali
| Titolo            | Dettagli                                                                                        |
| ----------------- | ----------------------------------------------------------------------------------------------- |
| The Instrumentals | - Pubblicato: 21 agosto, 2009 - Etichetta: Nappy Boy, Jive - Formati: CD, LP, download digitale |

## Mixtape
| Titolo                      | Dettagli                                                                                           |
| --------------------------- | -------------------------------------------------------------------------------------------------- |
| Pr33 Ringz                  | - Pubblicato: 28 ottobre, 2008 - Etichetta: Nappy Boy - Formati: download digitale                 |
| Prevolver                   | - Pubblicato: 4 maggio, 2011 - Etichetta: Nappy Boy, Konvict, Jive - Format: download digitale     |
| Stoic                       | - Pubblicato: 30 settembre, 2012 - Etichetta: Nappy Boy, Konvict, Jive - Format: download digitale |
| The Iron Way                | - Pubblicato: 27 marzo, 2015 - Etichetta: Nappy Boy - Format: download digitale                    |
| T-Wayne (con Lil Wayne)     | - Pubblicato: 18 maggio, 2017 - Etichetta: Nappy Boy - Format: download digitale                   |
| Everything Must Go (Vol. 1) | - Pubblicato: 17 agosto, 2018 - Etichetta: Nappy Boy - Format: download digitale                   |
| Everything Must Go (Vol. 2) | - Pubblicato: 10 ottobre, 2018 - Etichetta: Nappy Boy - Format: download digitale                  |

## Singoli

### Da solista
| Anno | Titolo                                           | Posizione in chart | Posizione in chart    | Album             |
| Anno | Titolo                                           | Billboard Hot 100  | Hot R&B/Hip Hop Songs | Album             |
| ---- | ------------------------------------------------ | ------------------ | --------------------- | ----------------- |
| 2005 | I'm Sprung                                       | 8                  | 9                     | Rappa Ternt Sanga |
| 2006 | I'm In Luv (Wit A Stripper) (feat. Mike Jones)   | 5                  | 10                    | Rappa Ternt Sanga |
| 2007 | Buy U a Drank (Shawty Snappin') (feat. Yung Joc) | 1                  | 1                     | Epiphany          |
| 2007 | Bartender (feat. Akon)                           | 5                  | 9                     | Epiphany          |
| 2008 | Can't Believe It (feat. Lil Wayne)               | 7                  | 2                     | Thr33 Ringz       |
| 2008 | Chopped N Skrewed (feat. Ludacris)               | 60                 | 13                    | Thr33 Ringz       |
| 2008 | Freeze (feat. Chris Brown)                       | 38                 | -                     | Thr33 Ringz       |
| 2008 | Karaoke (feat. DJ Khaled)                        | -                  | -                     | Thr33 Ringz       |

Nota: T-pain ha anche realizzato un video per la remix di I'm In Luv (Wit A Stripper), alla quale hanno partecipato Twista, R. Kelly, Paul Wall, Pimp C, Too Short e MJG.

### Collaborazioni
| Anno | Titolo                                                               | Posizione in chart | Posizione in chart    | Album                     |
| Anno | Titolo                                                               | Billboard Hot 100  | Hot R&B/Hip Hop Songs | Album                     |
| ---- | -------------------------------------------------------------------- | ------------------ | --------------------- | ------------------------- |
| 2006 | U and Dat (E-40 feat. T-Pain & Kandi Girl)                           | 13                 | 8                     | My Ghetto Report Card     |
| 2007 | I'm a Flirt (Remix) (R. Kelly feat. T.I. & T-Pain)                   | 12                 | 2                     | Double Up                 |
| 2007 | Outta My System (Bow Wow feat. T-Pain & Johntá Austin)               | 22                 | 12                    | The Priece of Fame        |
| 2007 | Shawty (Plies feat. T-Pain)                                          | 9                  | 2                     | The Real Testament        |
| 2007 | Cyclone (Baby Bash feat. T-Pain)                                     | 7                  | 70                    | Ronnie Ray All Day        |
| 2007 | Kiss Kiss (Chris Brown feat. T-Pain)                                 | 1                  | 2                     | Exclusive                 |
| 2007 | I'm So Hood (DJ Khaled feat. Trick Daddy, T-Pain, Rick Ross & Plies) | 19                 | 9                     | We The Best               |
| 2007 | Good Life (Kanye West feat. T-Pain)                                  | 13                 | 15                    | Graduation                |
| 2007 | Low (Flo Rida feat. T-Pain)                                          | 1                  | 9                     | Mail on Sunday            |
| 2008 | Shawty Get Loose (Lil Mama feat. Chris Brown & T-Pain)               | 10                 | 43                    | Voice of the Young People |
| 2008 | Got Money (Lil Wayne feat. T-Pain)                                   | 10                 | 12                    | Tha Carter III            |
| 2014 | Sex Love Rock n Roll (SLR) (Arash feat. T-Pain)                      | -                  | -                     | Superman                  |

## Ulteriori apparizioni
| Titolo                      | Artista                                       | Album                     |
| --------------------------- | --------------------------------------------- | ------------------------- |
| Baby Don't Go               | Fabolous feat. T-Pain                         | From Nothin' To Somethin' |
| Ball Out (500 $)            | Blak Jak feat. T-Pain                         | Place Your Beats          |
| Can't Control It            | Joe Budden feat. T-Pain                       | The Growth                |
| Glad 2 Be Alive             | Huey feat. T-Pain                             | Notebook Paper            |
| I Can't Wait                | Akon feat. T-Pain                             | Konvicted                 |
| Know What I'm Doin'         | Birdman & Lil' Wayne feat. Rick Ross & T-Pain | Like Father, like Son     |
| On Bail                     | Xzibit feat. T-Pain, Daz & The Game           | Full Circle               |
| Pop, Lock & Drop It (Remix) | Huey feat. Bow Wow & T-Pain                   | Notebook Paper            |
| 2 Step (Remix)              | DJ Unk feat. T-Pain, Jim Jones & E-40         |                           |
| You Ain't Know              | Sean Paul of YoungBloodZ feat. T-Pain         | Watch Me Do My Thang      |